# Хайлаканди (округ)

Округа Ассама (15 — Хайлаканди)

Хайлаканди (ассам. и бенг. হাইলাকান্দি জিলা; англ. Hailakandi) — округ на крайнем юге индийского штата Ассам. Образован в 1989 году. Административный центр — город Хайлаканди. Площадь округа — 1326 км². По данным всеиндийской переписи 2001 года население округа составляло 542 872 человека. Уровень грамотности взрослого населения составлял 59,6 %, что соответствовало среднеиндийскому уровню (59,5 %). Доля городского населения составляла 8,1 %.